# Sabkha

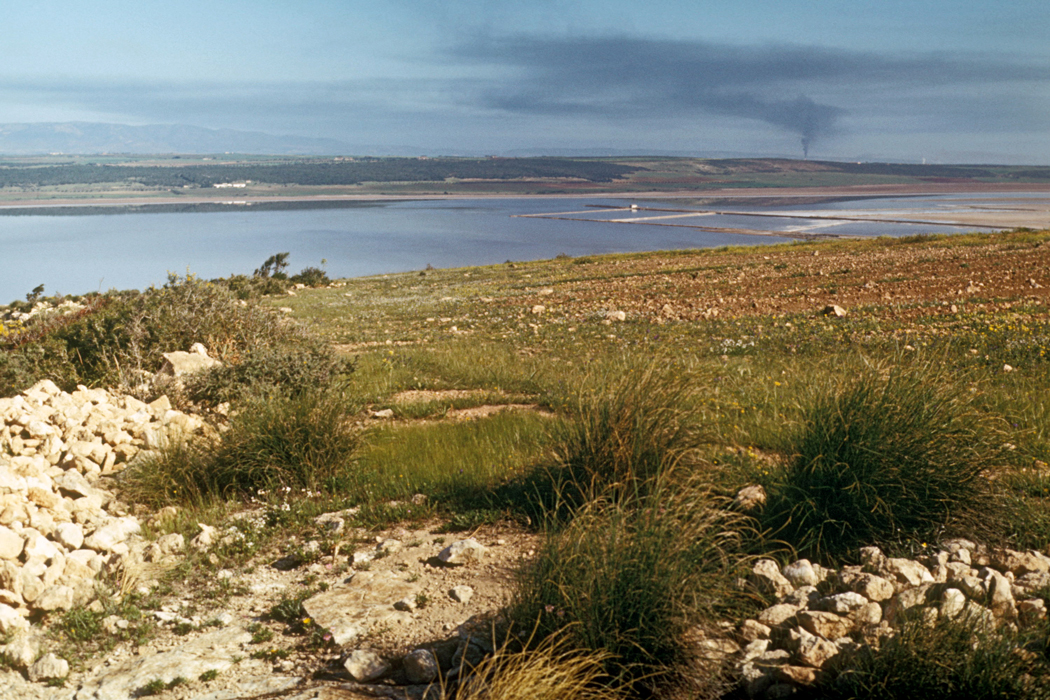
Sebkha d'Arzew (Algèria) cap al 1975.

Sabkha o sebkha (de l'àrab سبخة, sabẖa) és el nom en àrab de les llacunes salades. Són molt abundants a Tunísia, especialment a la zona central costera del Sahel tunisià, i Algèria, però també en altres llocs. Les més grans o importants són la sabkha de Sidi El Hani, la sabkha de Monastir, la sabkha d'El Djem, la sabkha d'El Ghorra, la sabkha d'En Noual, la sabkha de Boujemal, la sabkha de Tadder i la sabkha d'El Makta. A la vora de la ciutat de Tunis, hi ha la sabkha de Sejoumi, al sud-oest, i la sabkha d'Ariana, al nord-est. Aquestes llacunes, normalment humides, produeixen sal en assecar-se a l'estiu o mitjançant la intervenció humana.